# エール・ジブチ
エール・ジブチ（フランス語: Air Djibouti）はジブチのジブチ市に本拠地を置く航空会社である。ここでは初代と二代目について説明する。

## 沿革

### 初代
1963年4月に設立され、翌年の1964年4月よりブリストル フレイターやデ・ハビランド DH.89 ドラゴン・ラピード、ビーチクラフト モデル 18によって定期便の運航を開始した。1970年にエールフランスの子会社であったエール・ソマリに経営権が移り、1972年には両社は合併した。
1974年4月には、ジブチから国外はアディスアベバ・アデン・アスマラ・モガディシュ・サナア・タイズ、ジブチ国内ではタジュラ・オボックに就航し、周辺諸国と国内を中心にネットワークを展開していた。また同月にはダグラス DC-6を導入しナイロビへの貨物便やヨーロッパ方面へのチャーター便も就航した。
1977年のフランスからの独立後は、同国のフラッグ・キャリアとして、ボーイング727やボーイング737といったジェット機を導入したり、ローマやパリへの就航を果たした。
しかし、経営難により2002年に全便の運航が停止し、以来ジブチからはフラッグキャリアが消滅した状態となった。

### 二代目
2015年5月、アイアン・メイデンのボーカルで知られるブルース・ディッキンソンがエール・ジブチの設立を支援するための覚書にサインした。同氏が運営する航空関連会社であるカーディフ・アビエーションが技術・運営面の支援を行う形で復活することになった。
2016年8月、ボーイング737-400でジブチ－アディスアベバ・ディレダワ線を就航させた。また、同年の10月中旬にはBAe 146を導入し、12月にはボーイング767-200ERを導入した上でロンドンに就航する計画である。

## 就航都市
2016年9月現在

### アフリカ
- ジブチ：ジブチ市（ジブチ国際空港）
- エチオピア：アディスアベバ（ボレ国際空港）、ディレダワ（アバテナ・デジャズマッチイルマ国際空港）
- ソマリア：ベルベラ（ベルベラ空港）、ボサソ（ボサソ空港）、ハルゲイサ（ハルゲイサ国際空港）（全て2016年10月10日より就航開始予定[6]）

## 機材

### 運用中
2016年8月現在
- ボーイング737-400：1機

### 導入予定
- BAe 146：2機[4]
- ボーイング767-200ER：1機

### 過去の機材
初代
- エアバスA310-300
- ボーイング727-200
- ボーイング737-200
- ブリストル フレイター
- デ・ハビランド DH.89 ドラゴン・ラピード
- デ・ハビランド・カナダ DHC-6
- ビーチクラフト モデル 18